# Adolfo de Oliveira Coutinho
Adolfo Augusto de Oliveira Coutinho (Cabril, São Pedro de Castelões, 25 de janeiro de 1875 — Macieira de Cambra, 7 de janeiro de 1950) foi um magistrado judicial e político, figura de elevado prestígio, que terminou a sua carreira como juiz-conselheiro do Supremo Tribunal de Justiça. Na vida política, foi governador civil do Distrito de Lisboa, em 1920, e  Ministro da Justiça e dos Cultos do 42.º governo republicano, em funções de 15 de fevereiro a 1 de julho de 1925.

## Biografia
Nasceu no lugar de Cabril, freguesia de São Pedro de Castelões, filho de Maria Cândida de Oliveira Coutinho, natural de Cabril e de Joaquim Tavares, natural dos Casais. A família era descendente da Casa da Cavada, de Cabril. Frequentou a Faculdade de Direito da Universidade de Coimbra, obtendo a formatura em junho de 1900.
Faleceu na sua casa de Padrastos, na freguesia de Macieira de Cambra.